# Uglymug, Epicfighter
«Uglymug, Epicfighter» (яп. ブサメンガチファイター, Busamen Gachi Faitā, Епічно-потворний боєць) — японський веброман, написаний Рьо Хіромацу. Його серіалізація відбувалася в онлайн-форматі з лютого 2015 року по жовтень 2022 року на вебсайті Shōsetsuka ni Narō. Манґа-адаптація з ілюстраціями Осаму Козукі публікувалася в журналі сейнен-манґи «Monthly Big Gangan» видавництва Square Enix з листопада 2017 року по грудень 2020 року та була зібрана у шість томів у форматі танкобон. Ранобе з ілюстраціями Акіри Банпая було видано у травні 2018 року під імпринтом Kobunsha Light Books видавництва Kobunsha. Аніме-телесеріал, виробництвом якого займається студія White Fox, відбув прем'єру в липні 2025 року.

## Персонажі
Шіґеру Йошіока (яп. 吉岡 しげる, Yoshioka Shigeru)
Сейю: Дзюніті Сувабе
Сейка (яп. 聖華)
Сейю: Кономі Інагакі
Сейджі (яп. 誠司)
Сейю: Кенто Шіраіші
Лідс (яп. リーズ, Rīzu)
Сейю: Маая Учіда

## Медіа

### Веброман
Твір «Епічно-потворний боєць» написаний Рьо Хіромацу, публікувався на вебсайті Shōsetsuka ni Narō з 19 лютого 2015 року по 15 жовтня 2022 року.

### Манґа
Манґа-адаптація з ілюстраціями Осаму Козукі публікувалася в журналі сейнен-манґи «Monthly Big Gangan» видавництва Square Enix з 25 листопада 2017 року по 25 грудня 2020 року. Розділи манґи були зібрані у шість томів у форматі танкобон, які виходили з 25 квітня 2018 року по 25 лютого 2021 року.
Англійською мовою манґа публікується у глобальному застосунку Manga Up! від Square Enix.
Продовження манґи, також ілюстроване Козукі та під назвою «Busamen Gachi Fighter SSS», почало серіалізацію в тому ж журналі 25 грудня 2024 року.
| № | Дата виходу    | ISBN                   |
| - | -------------- | ---------------------- |
| 1 | 25 квітня 2018 | ISBN 978-4-7575-5703-1 |
| 2 | 25 жовтня 2018 | ISBN 978-4-7575-5898-4 |
| 3 | 25 квітня 2019 | ISBN 978-4-7575-6106-9 |
| 4 | 25 жовтня 2019 | ISBN 978-4-7575-6361-2 |
| 5 | 25 червня 2020 | ISBN 978-4-7575-6715-3 |
| 6 | 25 лютого 2021 | ISBN 978-4-7575-7116-7 |

### Ранобе
Версія ранобе з ілюстраціями Акіри Банпая була випущена 18 травня 2018 року під новоствореним імпринтом Kobunsha Light Books видавництва Kobunsha.
| № | Дата виходу    | ISBN                   |
| - | -------------- | ---------------------- |
| 1 | 18 травня 2018 | ISBN 978-4-334-91219-2 |

### Аніме
Аніме-телесеріал був анонсований 18 листопада 2024 року. Виробництвом серіалу займається Egg Firm, анімацією — студія White Fox, режисером виступає Тошіюкі Соне, Кента Іхара відповідає за композицію серіалу, Мікі Мацумото розробляє дизайн персонажів, а Рьо Кавасакі пише музику. Прем'єра відбулась 6 липня 2025 року на телеканалі Tokyo MX.